# إعصار جورج
إعصار جورج كان إعصارًا استوائيًا قويًا وطويل الأمد تسبب في دمار هائل أثناء عبوره منطقة البحر الكاريبي وخليج المكسيك في سبتمبر (أيلول) 1998، محققًا سبع هزات أرضية على طول مساره. كان إعصار جورج هو سابع عاصفة استوائية، ورابع إعصار، وثاني إعصار كبير خلال موسم أعاصير الأطلسي لعام 1998، ويُعدّ أحد أكثر العواصف تدميراً خلال هذا الموسم، كما يُعد أكثر الأعاصير الأطلسية تكلفةً منذ إعصار أندرو الذي وقع عام 1992، وقد ظل الأكثر تكلفةً حتى حدث إعصار تشارلي عام 2004. يُعدّ إعصار جورج أيضًا هو الأكثر فتكاً منذ إعصار جوردون الذي وقع عام 1994، إذ أودى إعصار جورج بحياة 615 شخصاً، كان معظمهم في جزيرة هيسبانيولا، وتسبب في أضرار جسيمة قُدّرت قيمتها بأكثر من 9 مليار دولارًا أمريكيًا (بالدولار الأمريكي عام 1998)، كما تسبب في تشريد ما يقرب من 500 ألف شخص في سانت كيتس ونيفيس وبورتوريكو وهيسبانيولا وكوبا.
وصل إعصار جورج إلى اليابسة في ست دول على الأقل، وهي أنتيغوا وبربودا، وسانت كيتس ونيفيس، وهايتي، وجمهورية الدومينيكان، وكوبا، والولايات المتحدة الأمريكية، أكثر من أي إعصار آخر منذ إعصار إينيز الذي وقع خلال موسم الأعاصير الأطلسية 1966. وتسبب إعصار جورج خلال مساره المدمر في إحداث فيضانات وانهيارات طينية شديدة، فضلاً عن أضراره الجسيمة على المحاصيل. تسبّب إعصار جورج أيضًا في تشريد الآلاف في جزر الأنتيل الصغرى، والتي قُدرت فيها القيمة الإجمالية للأضرار والخسائر الناجمة عن الإعصار بحوالي 880 مليون دولار أمريكي. وفي جزر الأنتيل الكبرى، تسبب إعصار جورج في وفاة المئات، بالإضافة إلى أضرار تجاوزت قيمتها 2.4 مليار دولار أمريكي. كما شُرّد مئات الآلاف بسبب الفيضانات الكارثية والأمطار الغزيرة وارتفاع منسوب المياه خلال العواصف. وتفاقمت الفيضانات بشدة بسبب كسر الدفاعات الساحلية بفعل الأمواج العاتية. وتضررت المحاصيل الزراعية بشدة، ودُمرت آلاف المنازل بسبب الانهيارات الطينية.
أحدث إعصار جورج كذلك أضرارًا واسعة النطاق في جزر العذراء الأمريكية وبورتوريكو، ففي بورتوريكو، كان إعصار جورج هو أول إعصار يضرب الجزيرة منذ إعصار سان سيبريان الذي ضربها عام 1932، وسُجلت أمواج مدية بلغ ارتفاعها 10 أقدام (3 أمتار) مما أحدث أضرارًا في معظم أجزاء الجزيرة، وتسبب في إغلاق الطرق، وتآكل الشواطئ بسبب الفيضانات الغزيرة، وهو ما حوّل بعض أجزاء الجزيرة إلى مناطق معزولة. ألحقت الفيضانات أيضًا أضرارًا جسيمة بالمحاصيل الزراعية على الجزيرة، ولاسيما محصول الموز، بعد أن انقطعت الكهرباء عن 96% من سكان الإقليم بسبب سقوط ما يقرب من نصف خطوط الكهرباء في الجزيرة. كذلك تضرر في الجزيرة ما يقرب من 73,000 منزل، ودُمر ما يزيد قليلاً عن 28,000 منزلًا آخر. وبسبب عدم وجود شبكات مياه متطورة بالكامل، فقد انقطعت في الجزيرة 75% من خدمات المياه والصرف الصحي. تسبب إعصار جورج، بحسب التقارير الرسمية التي نُشرت آنذاك، في أضرار قُدّرت قيمتها بحوالي 3.6 مليار دولار أمريكي في بورتوريكو وحدها. وفي سبتمبر (أيلول) 2017، قدّر الحاكم بيدرو روسيلو الأضرار الفعلية التي وقعت بسبب إعصار جورج عام 1998 بحوالي 7-8 مليارات دولار أمريكي.
امتدت أضرار إعصار جورج إلى ولايات عديدة في الولايات المتحدة الأمريكية. ففي ولاية فلوريدا، تسبب الإعصار في حدوث فيضانات. وانقطعت الكهرباء عن جميع أنحاء جزر فلوريدا كيز. وفي مدينة ميامي، انقطعت الكهرباء عن أكثر من 200,000 شخص بسبب الرياح التي أسقطت خطوط الكهرباء. وقد تأكّد وقوع 17 إعصارًا في جميع أنحاء الولاية، ووصل معدل هطول الأمطار المُسجل في الولاية إلى 38.46 بوصة (977 ملم)، مما تسبب في فيضانات مدمرة أدت إلى تضرر آلاف المنازل في جميع أنحاء الولاية. وفي ولاية لويزيانا، كانت تأثيرات إعصار جورج طفيفة في الغالب، وتمت عمليات الإخلاء في توقيت جيد مما أدى إلى عدم وجود وفيات ناجمة عن الإعصار مُباشرةً في الولاية. ومع هذا، فقد توفي ثلاثة أشخاص بشكل غير مباشر، إذ انهار رجلان وتوفيا بسبب الإجهاد، واحترق منزل بسبب انقلاب شمعة، مما أسفر عن مقتل شخص واحد. أما في ولاية ميسيسيبي، فقد وصل منسوب هطول الأمطار المُسجّل نتيجة إعصار جورج إلى 25 بوصة (640 ملم)، وغمرت المياه المنازل واضطر الناس إلى إخلاء منازلهم بعد أيام من مرور العاصفة بالولاية. وفي ولاية ألاباما، تضررت المنازل المتنقلة أو انقلبت، وسُجّلت أمواج بارتفاع 25 قدمًا (7.6 متر)، وتضررت المنازل والمباني السكنية والشركات بالولاية، كما ضرب الولاية بالتزامن مع إعصار جورج 20 إعصار، تسبب أحدها في خسائر قُدّرت قيمتها بما يزيد عن 1.5 مليون دولار أمريكي، وسُجّل هطول أمطار بلغ منسوبها 29 بوصة (740 ملم)، وأغلقت العديد من الجسور والطرق السريعة والطرق بسبب الفيضانات، وسُجِّلت حالة الوفاة المباشرة الوحيدة الناجمة عن إعصار جورج في الولايات المتحدة الأمريكية في الولاية. أما في ولاية جورجيا، فكانت الأضرار الناجمة عن إعصار جورج طفيفة، وتسببت الأمطار المتراكمة التي بلغت حوالي 180 ملم في إغلاق عدة طرق في مقاطعات متعددة بسبب الأضرار الجسيمة التي سببتها العاصفة.

## التسلسل الزمني للأحداث
نشأ إعصار جورج كنتيجة لموجة استوائية انطلقت من ساحل أفريقيا في 13 سبتمبر (أيلول) 1998، ثُمّ تحرك النظام الكبير في اتجاه الغرب، وسرعان ما طور دورة مغلقة ليُصنّف كمنخفض جوي استوائي سابع في 15 سبتمبر (أيلول) 1998. ثُم تحرك ذلك المنخفض الاستوائيّ، مدفوعًا بسلسلة قوية من المستوى العلوي، إلى جهة الغرب والشمال الغربي حيث سمحت درجات حرارة المياه الدافئة له بتعزيز قوته لكي يتحول إلى عاصفة استوائية في 16 سبتمبر (أيلول) 1998، وبمساعدة إعصار عكسي نامٍ، تحولت العاصفة الاستوائية إلى إعصار في أواخر يوم 17 سبتمبر (أيلول) 1998.

## التأثيرات
| الدولة                 | الولاية                | عدد الوفيات | الخسائر المادية | المصدر      |
| ---------------------- | ---------------------- | ----------- | --------------- | ----------- |
| أنتيغوا وباربودا       | أنتيغوا وباربودا       | 3           | $59.4 مليون     | [ 2 ]       |
| غوادلوب                | غوادلوب                | 0           | $20 مليون       | [ 3 ]       |
| سانت كيتس ونيفيس       | سانت كيتس ونيفيس       | 5           | $800 مليون      | [ 4 ]       |
| جزر العذراء البريطانية | جزر العذراء البريطانية | 0           | $9.4 مليون      | [ 2 ]       |
| جمهورية الدومينيكان    | جمهورية الدومينيكان    | 380         | $2 مليار        | [ 4 ]       |
| هايتي                  | هايتي                  | 209         | $179 مليون      | [ 5 ]       |
| جزر البهاما            | جزر البهاما            | 1           | Unknown         |             |
| كوبا                   | كوبا                   | 6           | $306 مليون      | [ 6 ]       |
| الولايات المتحدة       | جزر العذراء الأمريكية  | 0           | $3.5 مليار      | [ 7 ] [ 8 ] |
| الولايات المتحدة       | بورتوريكو              | 7           | $3.5 مليار      | [ 7 ] [ 8 ] |
| الولايات المتحدة       | ألاباما                | 1           | $2.5 مليار      | [ 7 ]       |
| الولايات المتحدة       | فلوريدا                | 0           | $2.5 مليار      | [ 7 ]       |
| الولايات المتحدة       | جورجيا                 | 0           | $2.5 مليار      | [ 7 ]       |
| الولايات المتحدة       | لويزيانا               | 3           | $2.5 مليار      | [ 7 ]       |
| الولايات المتحدة       | مسيسيبي                | 0           | $2.5 مليار      | [ 7 ]       |
| الإجمالي               | الإجمالي               | 615         | $9.37 مليار     |             |

كان إعصار جورج إعصارًا كبيرًا وطويل الأمد، جلب أمطارًا غزيرة وانهيارات طينية على طول معظم مساره عبر جزر الأنتيل الكبرى. خلف إعصار جورج في المجمل أضرارًا مادية لا تقل قيمتها عن 9.37 مليار دولار أمريكي كما خلف 615 حالة وفاة. وفي الشهرين التاليين لوصول جورج الأخير إلى اليابسة، أنفق الصليب الأحمر الأمريكي 104 مليون دولارًا أمريكيا على مساعدات الإغاثة في كل من بورتوريكو وجزر العذراء الأمريكية وولاية فلوريدا وولاية لويزيانا وولاية ألاباما وولاية ميسيسيبي، مما جعل إعصار جورج هو الإعصار الذي حظي بأعلى تكلفة موجهة لمساعدات الكوارث في تاريخ البرنامج الممتد على مدار 125 عامًا.